# Daniel Okáli
Daniel Okáli (9. března 1903 Liptovský Sv. Mikuláš – 23. listopadu 1987 Bratislava) byl slovenský a československý literární kritik, básník, publicista a politik za Komunistickou stranu Slovenska (respektive za KSČ), poúnorový poslanec Slovenské národní rady a pověřenec vnitra. V 50. letech pronásledovaný v rámci procesu s buržoazními nacionalisty.

## Biografie

### Mládí a aktivity před rokem 1945
Pocházel z dvojčat. V dětství oba sourozenci brzy ztratili matku i otce a od věku pěti let vyrůstali v evangelickém sirotčinci v Modre. Studoval na lyceu v Bratislavě a gymnáziu v Trenčíně. V letech 1921–1926 vystudoval Právnickou fakultu Univerzity Karlovy v Praze, kde se zapojil do studentských levicových organizací. V roce 1922 založil Okáli, Vladimír Clementis a Ján Poničan Voľné združenie študentov-socialistov zo Slovenska, které se pak v roce 1924 přetvořilo v skupinu DAV se stejnojmenným časopisem. Ve 30. letech patřil mezi významné představitele mladých komunistických intelektuálů ze Slovenska (davisté) podobně jako Gustáv Husák nebo Laco Novomeský, kteří akcentovali slovenskou svébytnost, oproti jiným funkcionářům KSČ, kteří byli orientováni centralisticky a zcela odmítali slovenské autonomistické aspirace. Mnohem později, v 50. letech, se tento rozdíl v názorech na státoprávní uspořádání projevil i ve vnitrostranickém boji v KSČ, jehož obětí se stal.
Byl aktivní jako literární kritik, publicista a básník. V roce 1932 vydal sbírku proletářské poezie Ozvena krvi a zápasov. V roce 1932 odešel z okruhu davistů a po zbytek éry před rokem 1945 působil jako advokátní koncipient v Nových Zámcích a Bratislavě, pak jako advokát v Skalici.

### Politické aktivity po roce 1945

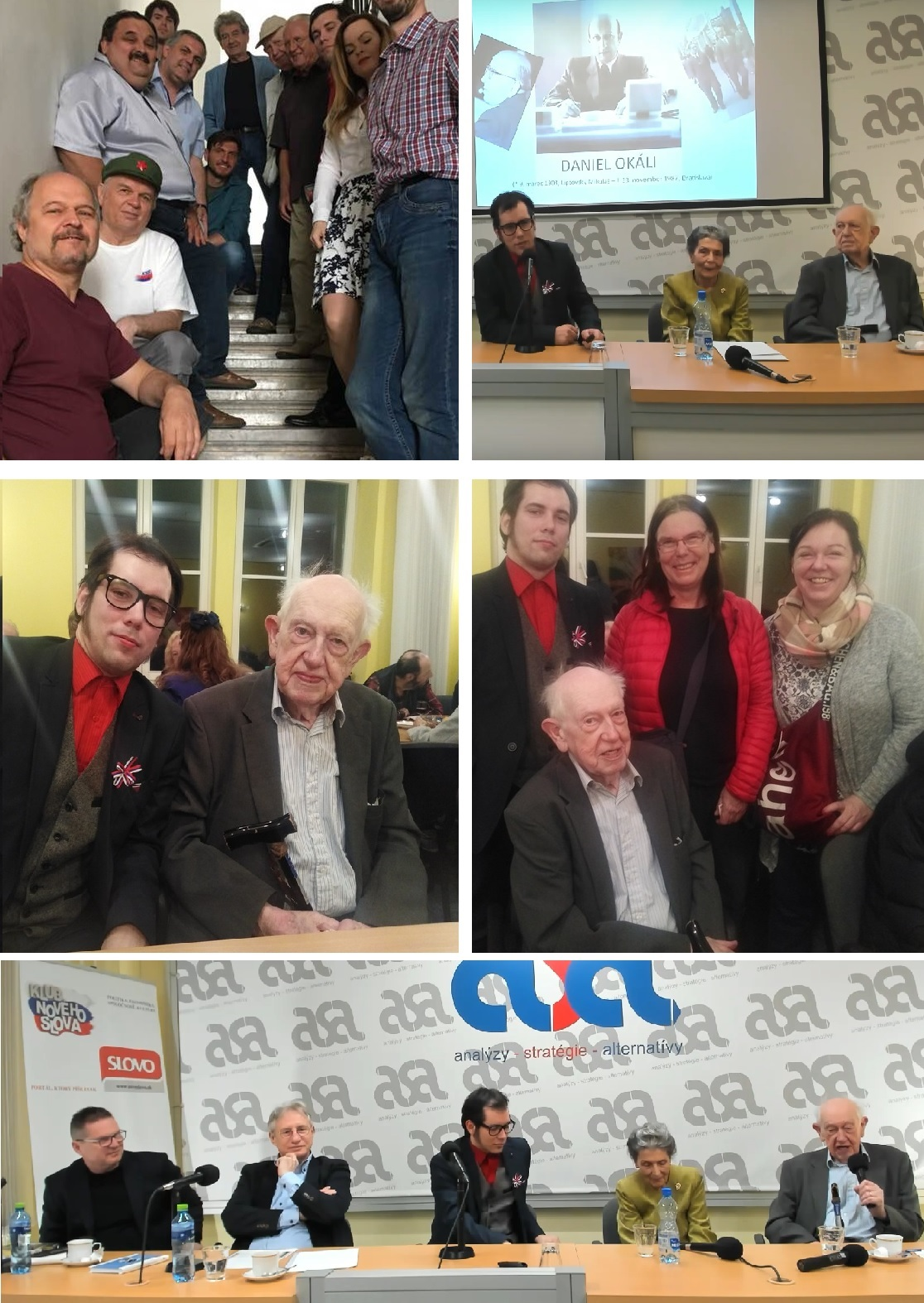
V roce 2023 uspořádaly Institut ASA, Matice slovenská a Klub Nového Slova akci ke 120. výročí narození Daniela Okáliho, za účasti syna Ivana Okáliho (vystupili Jozef Leikert, Lukáš Perný, Martin Muránsky, Jana Schillerová-Horváthová (dcera Ivana Horvátha a Ivan Okáli).

V roce 1945 vstoupil do KSČ. V letech 1945–1946 pracoval na postu prezidiálního šéfa Slovenské národní rady pro vnitřní otázky. Následné dva roky zastával pozici vládního zplnomocněnce pro výměnu obyvatelstva s Maďarskem a předseda Československé přesídlovací komise. Byl tehdy aktivní i při slovakizaci regionů na jihu Slovenska, kde prosazoval masivní přejmenovávání obcí (Tornaľa na Šafárikovo, Guta na Kolárovo atd.)
V období let 1948–1950 se uvádí jako účastník zasedání Ústředního výboru KSS. Ve volbách roku 1948 byl zvolen do Slovenské národní rady.
V prvním poúnorovém 9. Sboru pověřenců i 10. Sboru pověřenců byl od března 1948 pověřencem vnitra. Ve funkci pověřence se po Únoru snažil uhájit kompetence slovenských orgánů v oblasti kontroly pasů a cizinecké agendy. Zaslal v tomto duchu i dopis ministru vnitra Václavu Noskovi, ve kterém protestoval proti tomu, aby celostátní ministerstvo vydávalo pasy občanům ze Slovenska bez vědomí pověřence. Historik Jan Rychlík upozorňuje, že šlo čistě o kompetenční spor, Okáli postupoval v pasové politice stejně rigidně jako centrální československé úřady. Byl zodpovědný za provádění Akce K – likvidace katolických klášterů a řeholních řádů. Měl podíl na budování sítě pracovních útvarů, později táborů nucených prací.

### Obvinění z buržoazního nacionalismu
Jeho politická kariéra skončila náhle v roce 1950. Byl obviněn z takzvaného buržoazního nacionalismu, stažen z úřadu pověřence a zatčen. Kampaň proti buržoaznímu nacionalismu spustil Viliam Široký v dubnu 1950. Zpočátku byla cílena nejsilněji na jiné politiky (Husák, Novomeský), ale nepřímo od počátku již i na Okáliho. V první fázi šlo o kritiku politických postupů dotčených funkcionářů, v průběhu 50. let ale byli označováni za úmyslné sabotéry, spojence buržoazie a ľudáckého režimu. V roce 1953 Státní bezpečnost rozšířila vyšetřování v této kauze i na Okáliho skutky v době, kdy stál v čele pověřenectví vnitra. Na kompilaci důkazního materiálu dohlížel Okáliho nástupce ve funkci pověřence Jozef Lietavec. Když se většina důkazů ukázala jako nepříliš průkazná, prosazoval teorii, že Okáli a další spoluobvinění dokázali ovládnout i bezpečnostní složky státu a zlikvidovat usvědčující důkazy.
Ve vyšetřovací vazbě Okáli s vyšetřovateli spolupracoval a přiznával se téměř ke všemu, co mu bylo kladeno za vinu (na rozdíl od Husáka, který polemizoval a trval na své nevině). Obžaloba například tvrdila, že coby poválečný předseda Československé přesídlovací komise v Maďarsku vykonával špionáž proti Maďarsku. Dále, že hájil sionisty a umožňoval jim vysídlení do Izraele. Podle Jana Rychlíka to bylo absurdní obvinění, protože v poválečné době byla židovská emigrace oficiálně povolena.
V dubnu 1954 se pak konal proces s buržoazními nacionalisty. Prokurátor Okálimu navrhoval trest do 25 let vězení. Nakonec byl odsouzen na 18 let. Ve vězení setrval do roku 1960.

### Rehabilitace a působení v SAV
Byl propuštěn na amnestii. Pracoval jako podnikový mzdový referent. V roce 1963 se dočkal rehabilitace. V období let 1963–1979 byl zaměstnán v Slovenské akademii věd, kde se zabýval dějinami moderní literatury s důrazem na marxistickou a socialistickou tvorbu meziválečnou i poválečnou. Z této doby pocházejí práce Výboje a súboje (1973), Výboje a súboje 2 (1983), Literárna teória a kritika davistov (1976) a monografie Burič Gejza Vámoš (1971), Kritik Ján Igor Hamaliar (1974), Konfrontácie s Michalom Považanom (1978) a O prekonávaní krízy v našej literatúre (1981). Od roku 1979 žil na penzi v Bratislavě.